# Краснознаменка (Кемеровская область)
Краснознаменка — село в Новокузнецком районе Кемеровской области. Входит в состав Терсинского сельского поселения.

## История
Село основано в 1863 году, прежнее название Три Курьи. Краснознаменкой названа после 1917 года.

## География
Центральная часть населённого пункта расположена на высоте 175 метров над уровнем моря.

## Население
| 2010 |
| ---- |
| 31   |

По данным Всероссийской переписи населения 2010 года, в селе Краснознаменка проживает 31 человек (20 мужчин, 11 женщин).

## Церковь
- Храм трёх святых(Зосимы, Василиска и Петра Томского).